# Электролюминесцентный излучатель

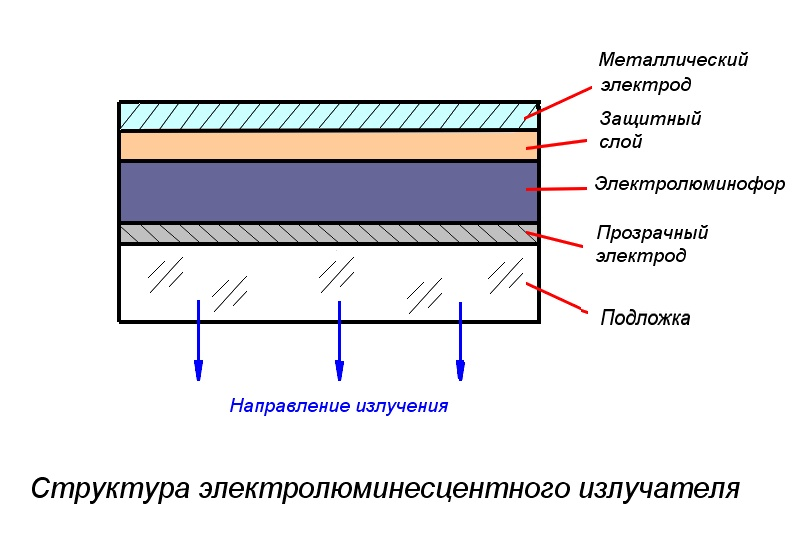
Структура электролюминесцентного излучателя

Электролюминесце́нтный излуча́тель — излучающий полупроводниковый прибор, в котором используется электролюминесценция электролюминофора. В литературе описаны порошковый и плёночный излучатели.

## Электролюминесцентный порошковый излучатель
Первые разработки порошковых излучателей относятся к 1952 году. 

Порошковый излучатель представляет собой многослойную структуру, основанием которой является стеклянная или пластиковая пластина (подложка). На подложку наносится последовательно проводящий прозрачный электрод из оксидов металлов (SnO2, InO2, CdO) и др.), слой электролюминофора толщиной 25—100 мкм, защитный диэлектрический слой (лаковое покрытие или слой SiO, SiO2), металлический непрозрачный электрод. В качестве люминофора используется сульфид цинка (ZnS) селенид цинка (ZnSe), который, для получения большей яркости свечения, активируется примесями меди, марганца или других элементов. Зёрна (поликристаллы) сульфида цинка связываются между собой диэлектрическими материалами (органическими смолами) с высокой диэлектрической проницаемостью. По этой причине электролюминесцентные порошковые излучатели работают только при переменном напряжении на электродах (напряжение возбуждения 90-140 В при частоте от 400 до 1400 Гц).

## Электролюминесцентный плёночный излучатель
Отличается от порошкового наличием между электродами однородной поликристаллической плёнки электролюминофора толщиной около 0,2 мкм, которая создаётся термическим испарением с осаждением в вакууме. Так как в электролюминофоре отсутствует диэлектрик, плёночные излучатели могут работать при постоянном токе. По сравнению с порошковыми излучателями, рабочее напряжение плёночных излучателей значительно меньше (20—30 В). Активирование люминофора редкоземельными фтористыми материалами позволяет повысить светоотдачу и яркость, а также изменять цвет свечения.
В 1974 году был разработан трёхслойный плёночный излучатель с двумя изоляционными плёнками (Y2O3 и Si3N4) с высокой диэлектрической проницаемостью.
Электролюминесцентные плёночные излучатели уступают порошковым по экономичности и сроку службы.

## Основные параметры
- Эффективная яркость — яркость свечения при определённой частоте переменного напряжения (для порошковых) и при определённом значении этого напряжения или плотности тока;
- Яркостная характеристика — зависимость яркости свечения от напряжения на излучателе. Больша́я нелинейность характеристики используется при создании матричных экранов для повышения контрастности изображения. Плёночные излучатели позволяют получить более высокую контрастность и разрешающую способность по сравнению с порошковыми;
- Кратность изменения яркости — характеризует крутизну яркостной характеристики при изменении напряжения на излучателе в два раза. Кратность изменения яркости порошковых излучателей не превышает 25, для плёночных — достигает 1000[1];
- Зависимость эффективной яркости от частоты (для порошковых излучателей);
- Спектр излучаемого света (цвет свечения), определяемый добавляемыми в люминофор активаторами.

## Особенности и применение

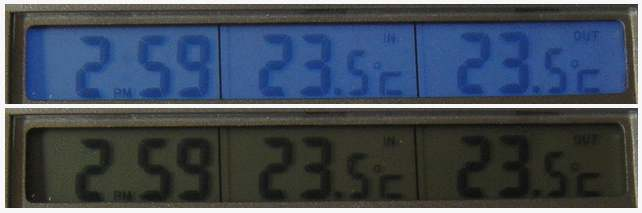
Подсветка жидкокристаллического дисплея расположенным за ней электролюминесцентным излучателем

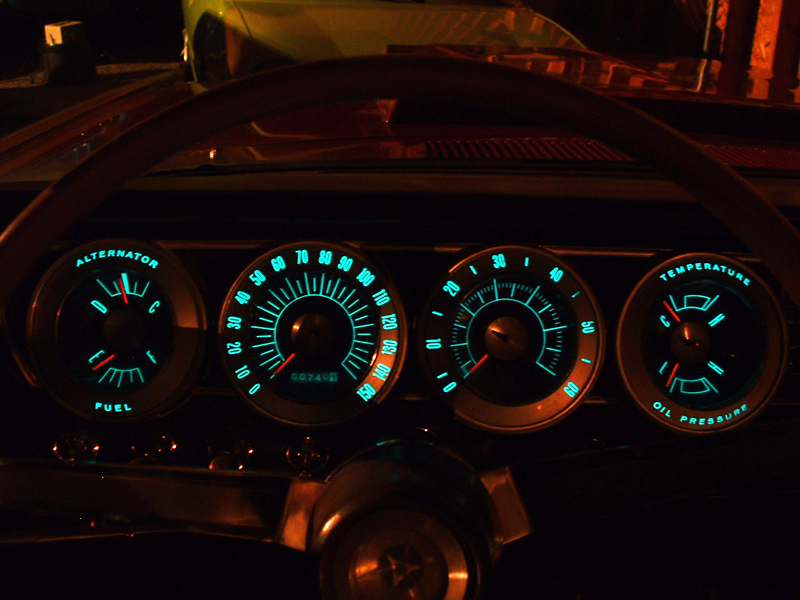
Подсветка приборной панели автомобиля электролюминесцентным излучателем

Для электролюминесцентных плёночных и порошковых излучателей характерен большой разброс параметров, что является их недостатком.
Яркость излучателей значительно снижается в процессе эксплуатации. Снижение яркости за 1000—5000 часов работы может происходить в 2—3 раза.
Но это относится к электролюминофорам первого поколения с размерами частиц свыше 30 нм, последние исследования в этой области позволили создать электролюминофоры с размерами 12—18 нм соответственно это позволило улучшить эксплуатационные показатели яркость свечения до 300 кд причем « просадка» по яркости наблюдается в первые 20—40 часов работы до 20 % что регулируется выходными параметрами инвертера в дальнейшем срок постоянного свечения доходит до 12000 часов.
Яркость свечения зависит от частоты и напряжения возбуждения и растёт с их ростом.
В зависимости от конструкции непрозрачного электрода с помощью электролюминесцентных излучателей можно отображать буквенную, цифровую, символьную информацию и строить на их основе матричные экраны.